# Soevereine Hospitaalorde van Sint-Joris in Karinthië
De "Soevereine Hospitaalorde van Sint-Joris in Karinthië" (Italiaans: Sovrano Militare Ospedaliero Ordine di San Giorgio in Carinzia) is een in de jaren 50 van de 20e eeuw weer opgerichte ridderorde die door schrijvers en in een officiële publicatie van het Vaticaan een "pseudo-orde" wordt genoemd.
In de late middeleeuwen heeft er een "Hospitaalorde van Sint-Joris in Karinthië" bestaan maar deze is rond 1800 uitgestorven. De orde werd in 1273 ingesteld. De weer opgerichte orde is uiteraard nergens soeverein. De naam geeft al aan dat het om geschiedvervalsing en misleiding gaat. Waarom als verhoging een Duitse Keizerskroon wordt gebruikt is ook onduidelijk.
De Grootmeester van de orde was in de jaren rond 1950 de heer Luciano Pelliccioni di Poli, Conte (Graaf) di Montecocullo. Een waarschijnlijk gefingeerde naam.
De orde werd waarschijnlijk vooral aan kunstenaars uitgereikt. Het motto was "DEUS ET PATRIA". Of de orde ook in de 21e eeuw nog bestaat is onduidelijk.
Het donkerrood geëmailleerde kruis wordt bevestigd aan een verhoging in de vorm van een oude Duitse keizerskroon. In het witte medaillon stoeit een gouden Sint-Joris te paard met zijn draakje. Het lint is wit met een rode middenstreep.
Er bestaan zilveren medailles met de tekst MIL. ORDO EQUITUM BEMERENTI en een blauw kruis aan een blauw lint met een witte middenstreep. Zij zijn aan deze orde verbonden. 